# Walter Villa
Pour les articles homonymes, voir villa (homonymie).
Walter Villa, né le 13 août 1943 à Castelnuovo Rangone et mort le 18 juin 2002 à Modène, est un pilote de vitesse moto italien quatre fois champion du monde et huit fois champion d'Italie. Connu pour son calme et sa discrétion, il devenait un concurrent impitoyable en course.

## Biographie
Quatrième fils d'une famille de six enfants, Walter Villa a commencé la moto à l'âge de 13 ans, sur une Moto Morini 175 cm3. Il battit lors de sa première course Giacomo Agostini, et termina troisième. En 1963, il courait sur une FB Mondial monocylindre deux temps 125 cm3 (développant 24 ch à 11 000 tr/min) qui lui permit de devenir champion d'Italie en 1965. L'année suivante, le 125 Mondial devint un bi-cylindre expérimental refroidi par air dépassant les 200 km/h. Il sera de nouveau champion d'Italie en 1966 et 1967 toujours chez Mondial.
En 1968, il s'associe avec son frère aîné, Francesco, pour fonder l'usine de motos Villa, fabricant des monocylindres à admission rotative. Il fut plusieurs fois champion d'Italie sur cette machine notamment le modèle 125 cm3, avec laquelle d'autres pilotes comme Mandolini, Buscherini et Scheimann couraient eux aussi.
Francesco continua à fabriquer des Villa (une quatre-cylindres V4 de 250 cm3 deux-temps, sortie en 1970). Walter l'aida jusqu'à ce qu'il signe en 1973 chez Benelli, repéré grâce à sa troisième place lors des 200 miles d'Imola en 1972 et 1973. 
Walter Villa fut grièvement blessé et subit un traumatisme émotionnel qui l'empêcha de parler durant trois jours lors du drame de Monza le 20 mai 1973.
Par la suite, l'usine Harley Davidson le fit signer en remplacement de Renzo Pasolini, tué à Monza. Il connut ses plus belles heures en course au sein de l'usine Aermacchi-Harley Davidson, remportant en 1974, 1975 et 1976 le titre mondial au guidon d'une 250 cm3, réalisant même le doublé en 1976 en remportant aussi le titre 350 cm3.
En 1979 il décide de signer chez Yamaha mais ne remportera qu'une seule course en deux ans, mettant un terme à sa carrière en décembre 1980. 
Il est mort d'une crise cardiaque à l'âge de 58 ans le 18 juin 2002 dans sa maison de Modène.